# Garz (Havelberg)
Garz is een klein dorp en een voormalige gemeente in de Duitse deelstaat Saksen-Anhalt; deze maakte deel uit van de Landkreis Stendal.
Garz ligt 14 kilometer ten zuidoosten van het stadje Havelberg, aan de Havel. Ter plaatse ligt een zijkanaal met een sluis erin, waardoor de scheepvaart een lus in de rivier kan afsnijden. In het afgesneden stuk van de Havel ligt een soort stuw van het type Nadelwehr, dat alleen in Duitsland bestaat. 
Direct ten oosten van Garz, in de gemeente Havelaue, deelstaat Brandenburg, ligt een meer met de naam Gülper See  (natuurreservaat). 
Garz beschikt over een eenvoudige overnachtingsgelegenheid voor doortrekkende toeristen, die de meerdaagse route Havel-Radweg fietsen.

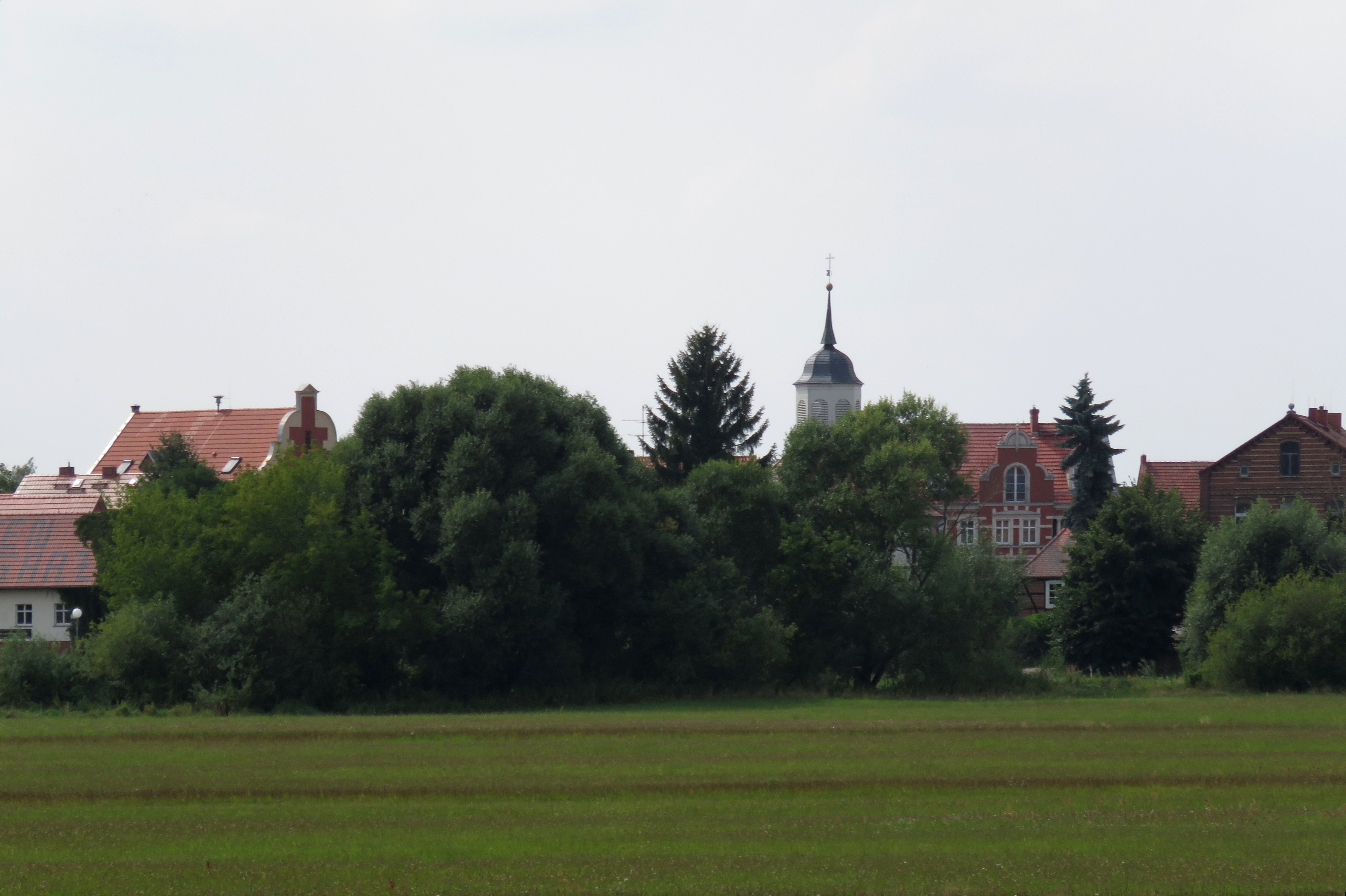
Dorpsgezicht, foto uit 2016
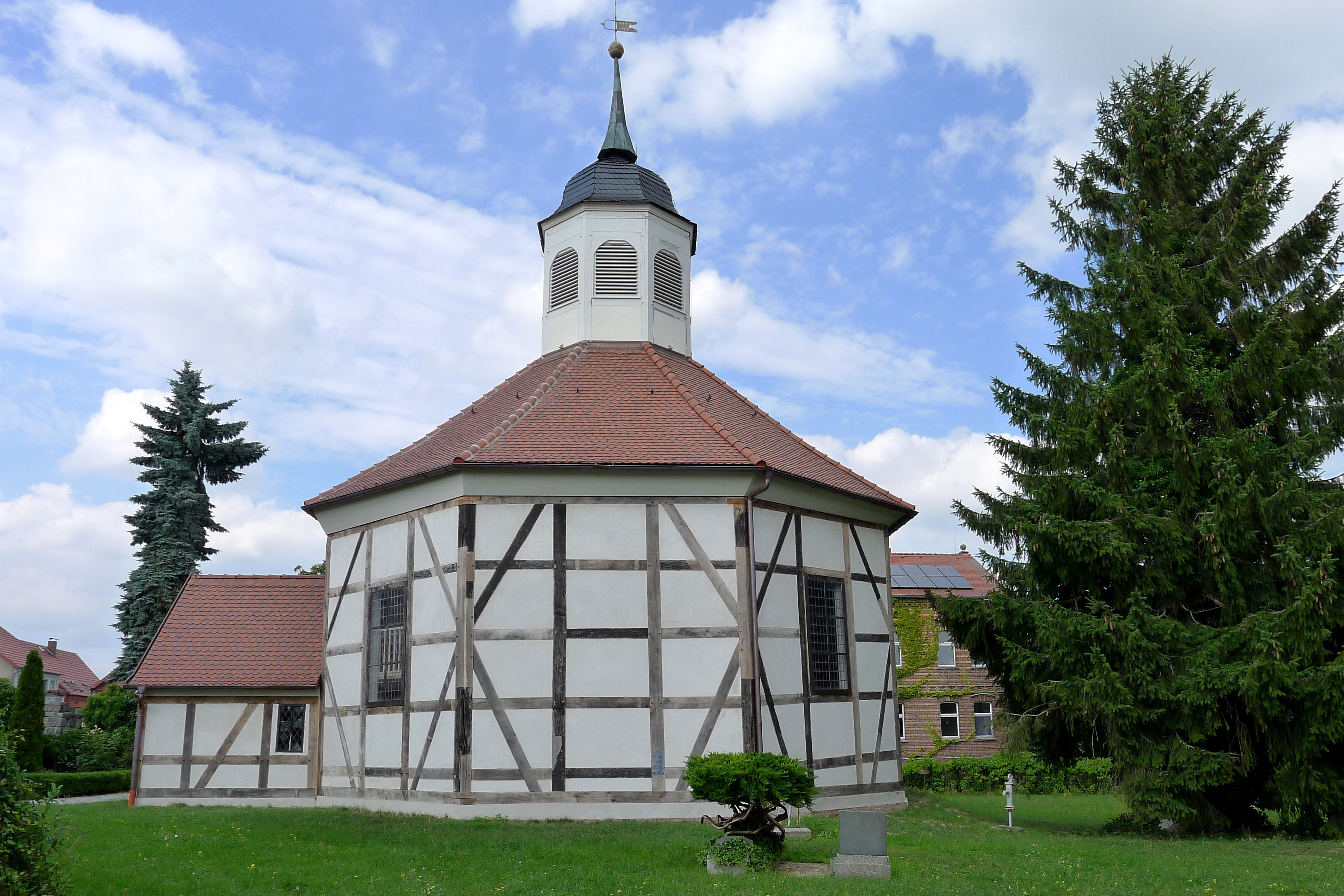
Evang.-luthers kerkje te Garz (bouwjaar 1688)
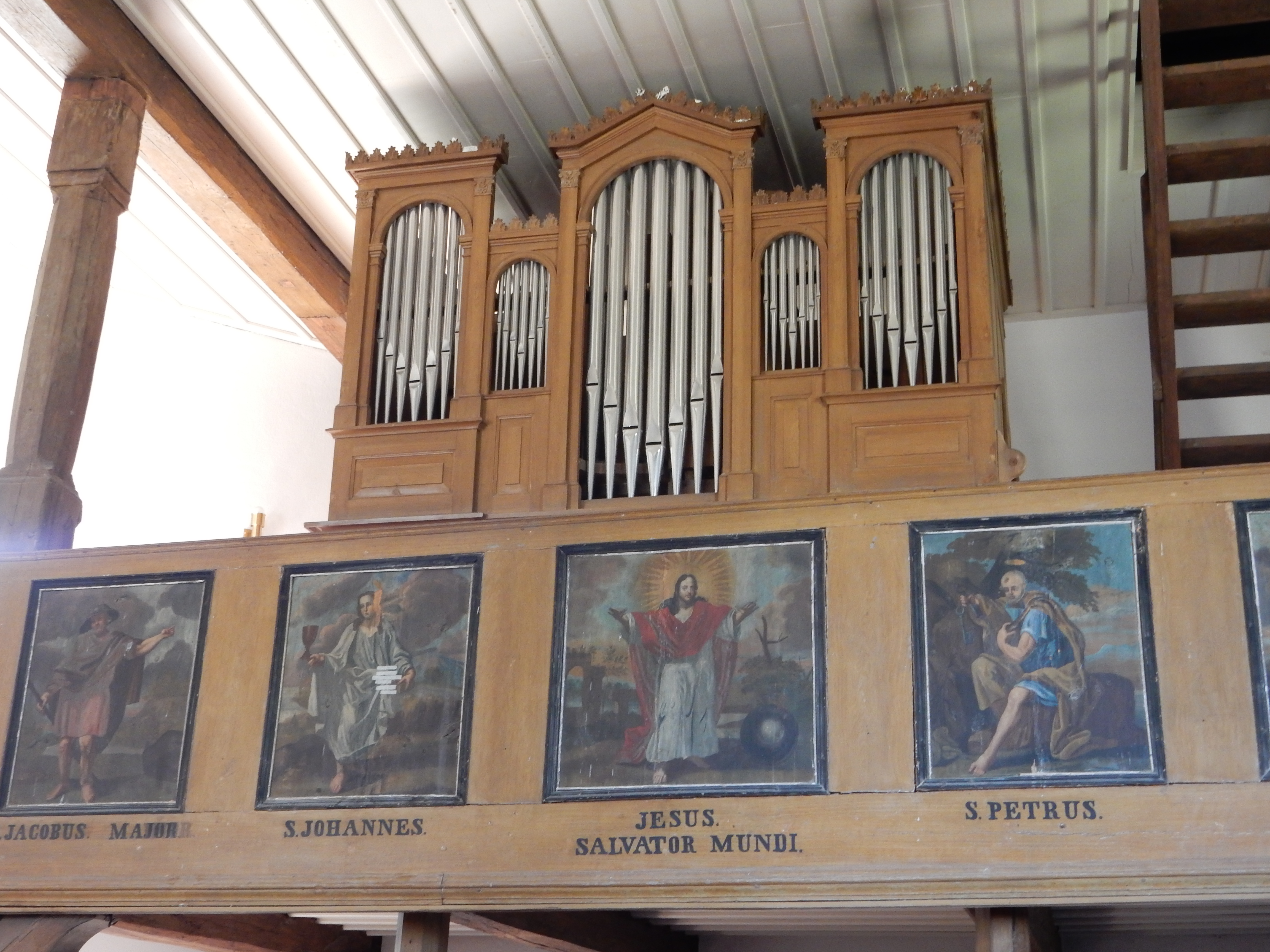
Orgel (1871) in dit kerkje
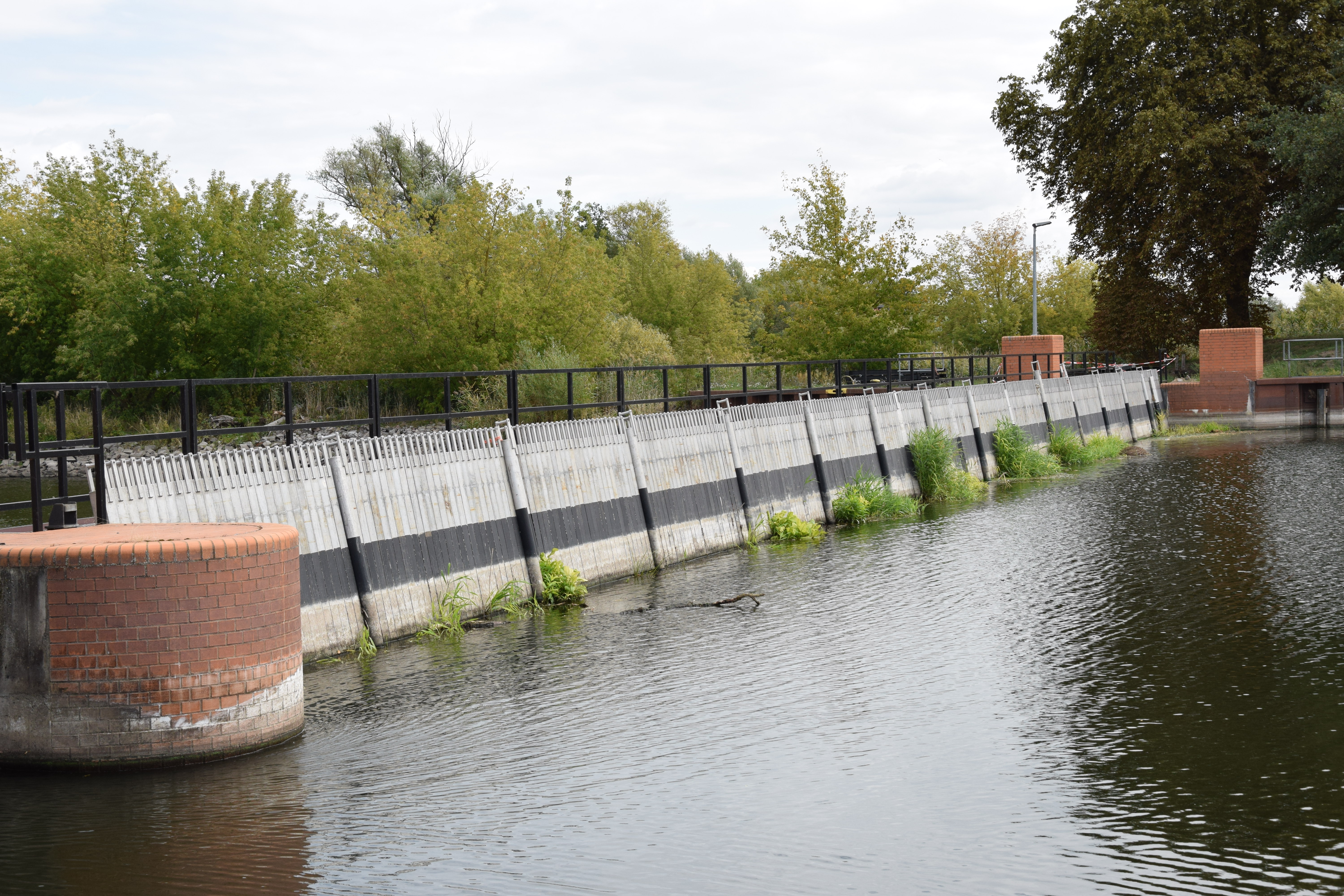
Stuw in de Havel bij Garz

De voormalige zelfstandige gemeente Garz is op 1 januari 2005 geannexeerd door de stad Havelberg. Zie aldaar voor verdere informatie.